# Jochem Uytdehaage
Jochem Simon Uytdehaage (* 9. Juli 1976 in Utrecht) ist ein ehemaliger niederländischer Eisschnellläufer.

## Werdegang
Uytdehaage gelangte im Jahr 2002 zu plötzlichem Ruhm, als er ohne vorherige internationale Erfolge bei den Olympischen Spielen in Salt Lake City Olympiasieger über 5000 und 10.000 Meter wurde. Dabei lief er auf beiden Strecken Weltrekord und schaffte es als erster Mensch, die 10.000 Meter in unter 13 Minuten zu bewältigen. Außerdem errang er bei diesen Spielen die Silbermedaille über 1500 Meter.
Im weiteren Verlauf des Jahres wurde Uytdehaage in Heerenveen Weltmeister im Mehrkampf und Mehrkampfeuropameister in Erfurt. Für seine Erfolge im Jahr 2002 wurde der Niederländer mit der Oscar Mathisen Memorial Trophy ausgezeichnet.
2003 gewann er bei der Einzelstreckenweltmeisterschaft in Berlin Gold über 5000 Meter.
Nach einem schweren Autounfall 2004 konnte sich Uytdehaage nie wieder dauerhaft richtig erholen. Zwar konnte er bei der Europameisterschaft 2005 Gold gewinnen, doch verliefen seine Comebackversuche langfristig unbefriedigend, für die Olympischen Winterspiele 2006 in Turin konnte er sich wegen weiterer Verletzungen nicht qualifizieren. Im Februar 2007 erklärte er seinen Rücktritt vom Leistungssport.
Uytdehaage führte den Adelskalender für 1373 Tage an.

## Persönliche Bestzeiten

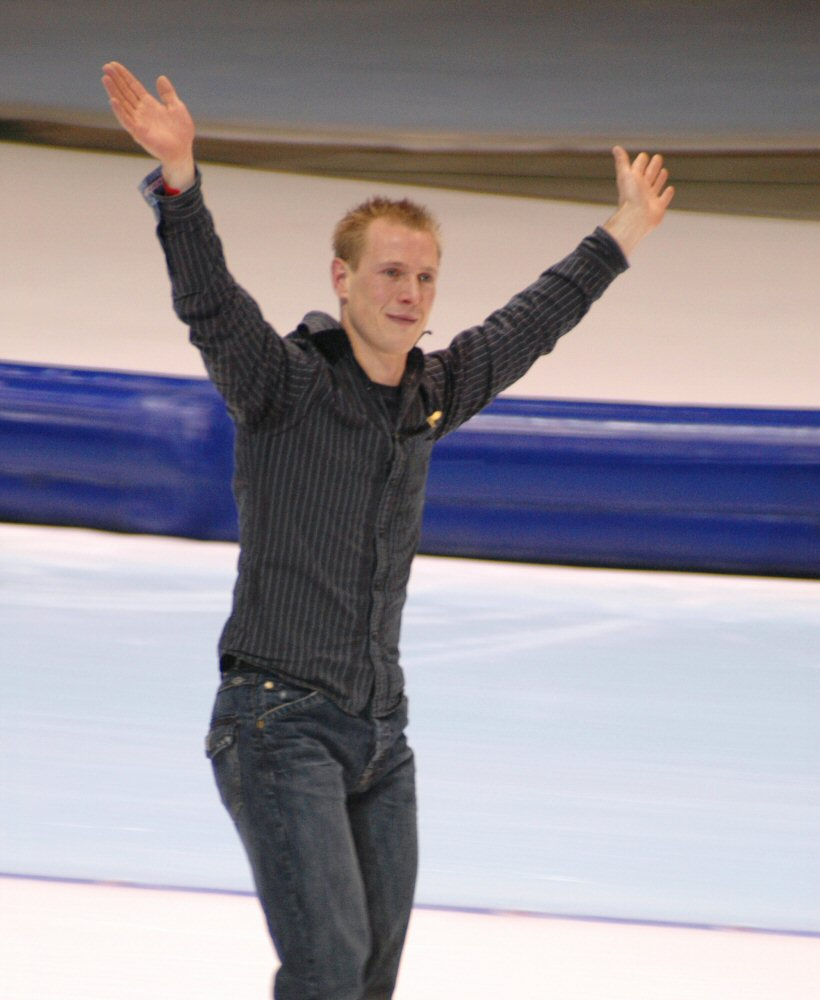
Jochem Uytdehaage bei seinem Abschied 2007

| Strecke  | Zeit          | Datum             | Ort            |
| -------- | ------------- | ----------------- | -------------- |
| 500 m    | 36,27 s       | 19. November 2005 | Salt Lake City |
| 1000 m   | 1:11,36 min   | 24. Februar 2001  | Calgary        |
| 1500 m   | 1:44,57 min   | 19. Februar 2002  | Salt Lake City |
| 3000 m   | 3:43,28 min   | 16. März 2001     | Calgary        |
| 5000 m   | 6:14,66 min¹  | 9. Februar 2002   | Salt Lake City |
| 10.000 m | 12:58,92 min¹ | 22. Februar 2002  | Salt Lake City |

¹ = Weltrekord zur Zeit des Laufes